# 클래스메이트
클래스메이트는 대한민국의 음악 그룹이다. 2017년 싱글 앨범 [나의 별]로 데뷔했다.

## 방송
- 내일은 국민가수 (2021) - Top111